# UNICEF-Foto des Jahres
Das UNICEF-Foto des Jahres ist eine Auszeichnung für Fotografien und Fotoreportagen, „die die Persönlichkeit und Lebensumstände von Kindern weltweit auf herausragende Weise dokumentieren“. Der Preis wird seit dem Jahr 2000 jährlich ausschließlich an professionelle Fotografen vergeben, die der UNICEF zuvor durch international renommierte Fotografie-Experten empfohlen wurden.

## Preisvergabe
Über die Preisvergabe entscheidet eine unabhängige Jury unter der Leitung vom Kunsthistoriker und Publizisten Klaus Honnef. Eine Auswahl der jeweils besten für die Wettbewerbe nominierten Bilder und Reportagen wurden im Turnus von zwei Jahren auf der Photokina in Köln im Rahmen einer Ausstellung gezeigt unter dem Titel „Kinder. Die Gegenwart der Zukunft“. Die Photokina wurde 2018 ausgesetzt. Inzwischen finden Ausstellungen von Wettbewerbsbildern an mehren Orten statt: in Berlin im Haus der Bundespressekonferenz und im Willy-Brandt-Haus, im Stadtmuseum Schleswig sowie in der Zingster Peter-Pauls-Kirche.

## Siegerbilder und ihre Fotografen
| Jahr | Fotograf                | Titel                                           | aufgenommen in | Motiv | Weblink |
| ---- | ----------------------- | ----------------------------------------------- | -------------- | --- | ------- |
| 2000 | Matias Costa            | Das Land der verlorenen Kinder                  | Ruanda         | Porträt eines Kriegswaisen und Straßenkindes, sechs Jahre nach dem Völkermord in Ruanda. | Bild    |
| 2001 | Meredith Davenport      | Siviani auf dem Sofa                            | Costa Rica     | Foto des behinderten neunjährigen Siviani. Seine Behinderung und die weiterer Kinder des Dorfes werden auf den Einsatz von Pestiziden auf Bananenplantagen zurückgeführt, auf den die Eltern der Kinder arbeiten.                                                      | Bild    |
| 2002 | Jan Grarup              | Forgotten Refugees of the World                 | Liberia        | Nahe der Grenze bitten liberianische Kinder auf der Flucht vor dem Bürgerkrieg in ihrem Land um Passierscheine, um in ein Flüchtlingslager nach Sierra Leone zu gelangen.                                                                                              | Bild    |
| 2002 | Jan Grarup              | Forgotten Refugees of the World                 | Sierra Leone   | Nahe der Grenze bitten liberianische Kinder auf der Flucht vor dem Bürgerkrieg in ihrem Land um Passierscheine, um in ein Flüchtlingslager nach Sierra Leone zu gelangen.                                                                                              | Bild    |
| 2003 | Don Bartletti           | Bound to El Norte                               | Mittelamerika  | Enrique aus Honduras auf dem Dach eines Güterzugs in Richtung USA. Er wurde mit fünf von seiner Mutter verlassen, die in die USA aufbrach. Nun, elf Jahre später, macht er sich selber in die USA auf.                                                                 | Bild    |
| 2004 | Marcus Bleasdale        | Tragödie in Darfur/Sudan                        | Sudan          | Ein erschöpftes und verzweifeltes Kind mit seiner Mutter im Ort Disa, im Norden der sudanesischen Region Darfur. Sie wurden durch einen Überfall arabischer Reitermilizen aus ihrem Dorf vertrieben.                                                                   | Bild    |
| 2005 | David Gillanders        | Straßenkinder in Odessa                         | Ukraine        | Die 13 Jahre alte Jana – eine Waise aus Moldawien – lebt in Odessa auf der Straße. Über Drogen infizierte sie sich mit dem AIDS-Virus. Weihnachten 2004 erkrankte sie schwer und erfror in der Folge.                                                                  | Bild    |
| 2006 | Jan Grarup              | Das Erdbeben in Kaschmir                        | Pakistan       | Die fünfjährige Rahila, die sich beim Erdbeben vom 8. Oktober 2005 Unter- und Oberschenkel gebrochen hat, liegt mit einem Streckverband im Krankenhaus und strahlt in die Kamera.                                                                                      | Bild    |
| 2007 | Stephanie Sinclair      | Kinderbräute                                    | Afghanistan    | Eine 11-Jährige mit ihrem 40-jährigen Verlobten. | Bild    |
| 2008 | Alice Smeets            | Überleben in Haiti                              | Haiti          | Ein Mädchen in einem weißen Kleid wandert durch eine von Müll und Dreck gezeichnete Gegend. | Bild    |
| 2009 | Johan Bävman            | Tödlicher Aberglaube                            | Tansania       | Selina – ein Mädchen mit Albinismus – schaut ihrer Freundin Mwanaidi beim Spiel mit einem Band zu. Menschen mit Albinismus werden in dem Land verfolgt, da ihre Körperteile als Glücksbringer gelten.                                                                  | Bild    |
| 2011 | Ed Kashi                | Vietnam: Ein Krieg, der vererbt wird            | Vietnam        | Die neunjährige Nguyen Thi Ly, deren Behinderung auf den Einsatz von Agent Orange durch die US-Streitkräfte im Vietnamkrieg zurückzuführen ist. | Bild    |
| 2012 | Kai Löffelbein          | Ghana: Unser Müll in Afrika                     | Ghana          | Ein Junge auf einer Mülldeponie in Accra. Er und andere Kinder versuchen dort unter gesundheitsschädlichen Bedingungen, wertvolle Metalle aus Elektroschrott zu gewinnen.                                                                                              | Bild    |
| 2013 | Niclas Hammarström      | Syrien: Das vergessene Leid der Kinder          | Syrien         | Die elfjährige Dania in einem Krankenhaus von Aleppo. Sie wurde zu einem Opfer des Bürgerkriegs in Syrien als sie beim Spielen auf der Straße von Granatsplittern getroffen wurde.                                                                                     | Bild    |
| 2014 | Insa Hagemann           | „Wanna have love!?“                             | Philippinen    | Ein kleines Kind mit europäischem Aussehen steht abseits von anderen Kindern. Kinder mit ausländischen Vätern leben auf den Philippinen oft mit dem Stigma, die Kinder von Prostituierten zu sein, unabhängig davon, welcher Arbeit ihre Mütter tatsächlich nachgehen. | Bild    |
| 2014 | Stefan Finger           | „Wanna have love!?“                             | Philippinen    | Ein kleines Kind mit europäischem Aussehen steht abseits von anderen Kindern. Kinder mit ausländischen Vätern leben auf den Philippinen oft mit dem Stigma, die Kinder von Prostituierten zu sein, unabhängig davon, welcher Arbeit ihre Mütter tatsächlich nachgehen. | Bild    |
| 2015 | Georgi Licovski         | Schiere Verzweiflung                            | Griechenland   | An der griechisch-mazedonischen Grenze werden Flüchtlinge – unter ihnen zwei Kinder – von mazedonischen Grenztruppen am Grenzübertritt gehindert. | Bild    |
| 2015 | Georgi Licovski         | Schiere Verzweiflung                            | Mazedonien     | An der griechisch-mazedonischen Grenze werden Flüchtlinge – unter ihnen zwei Kinder – von mazedonischen Grenztruppen am Grenzübertritt gehindert. | Bild    |
| 2016 | Arez Ghaderi            | Iran: Die Verteidigung des Lächelns             | Iran           | Ein belutschisches Mädchen läuft lächelnd über einen Berg von Plastik. Sie lebt mit ihrer Familie in einer provisorischen Zeltstadt in der Provinz Razavi-Chorasan. | Bild    |
| 2017 | Muhammed Muheisen       | Syrien: Das Gesicht einer geschundenen Kindheit | Jordanien      | Porträt der fünfjährigen Zahra, die nach der Flucht vor dem syrischen Bürgerkrieg mit ihrer Familie in einem Flüchtlingslager in Jordanien lebt. | Bild    |
| 2018 | Antonio Aragón Renuncio | Togo: Jedes Kind zählt                          | Togo           | Eine Junge mit Beinorthesen in einem Zentrum für behinderte Kinder in Bombouaka. | Bild    |
| 2019 | Hartmut Schwarzbach     | Philippinen: Die Kinder, der Müll und der Tod   | Philippinen    | Die 13-jährige Wenie Mahiya sammelt Müll im Hafen von Manila, um ihn an einen Recycler zu verkaufen. | Bild    |
| 2020 | Angelos Tzortzinis      | Lesbos, Griechenland: Die brennende Not         | Griechenland   | Ein Kind trägt ein kleineres Kind auf dem Arm, während sie aus dem im Hintergrund brennenden Flüchtlingslager Moria fliehen. | Bild    |
| 2021 | Supratim Bhattacharjee  | Indien: Vom Untergang einer Hoffnung            | Indien         | Porträt der elfjährigen Pallavi Paduya nachdem ein tropischer Wirbelsturm den Teeausschank zerstört hat, den sie im Haus ihrer Eltern in Namkhana betrieb. | Bild    |
| 2022 | Eduardo Soteras         | Tigray, Äthiopien: Zuflucht zu den Büchern      | Äthiopien      | Zwei Kinder in der durch den Bürgerkrieg in Tigray zerstörten Bibliothek einer Grundschule lesen lächelnd Bücher. | Bild    |
| 2023 | Patryk Jaracz           | Ukraine: Unter den dunklen Wolken des Krieges   | Ukraine        | Begleitet von zwei Freundinnen übt die fünfjährige Alina das Fahrradfahren. Im Hintergrund steigt eine schwarze Rauchwolke von einem Öllager auf, das im Russisch-Ukrainischen Krieg von einer Drohne in Brand gesetzt wurde.                                          | Bild    |
| 2024 | Avishag Shaar-Yashuv    | Israel: Das Trauma des kleinen Stav             | Israel         | Porträt des achtjährigen Stav, der den Terrorangriff der Hamas auf seinen Kibbuz überlebt hat. | Bild    |
| 2024 | Samar Abu Elouf         | Palästina: Das Drama von Dareen und Kinan       | Palästina      | Porträt der elfjährige Dareen und des fünfjährige Kinan. Die Geschwister sind die einzigen in ihrer Familie, die einen Bombenangriff der israelischen Luftstreitkräfte auf ein Wohnviertel in Gaza überlebten.                                                         | Bild    |